# Kvalifikace na Mistrovství světa ve fotbale 2022 (UEFA) – Baráž
Do baráže postoupilo 10 týmů na druhých místech skupinové fáze. Dva týmy postoupily jako nejlepší vítězové skupin Ligy národů. Na závěrečný turnaj postupují 3 týmy.

## Žebříček týmů na druhých místech
Do tohoto žebříčku se nepočítaly výsledky se šestými týmy v dané skupině.
| Tým               | Sk. | Z | V | R | P | VG | IG | +/- | B  |
| ----------------- | --- | - | - | - | - | -- | -- | --- | -- |
| Portugalsko       | A   | 8 | 5 | 2 | 1 | 17 | 6  | +11 | 17 |
| Skotsko           | F   | 8 | 5 | 2 | 1 | 14 | 7  | +7  | 17 |
| Itálie            | C   | 8 | 4 | 4 | 0 | 13 | 2  | +11 | 16 |
| Rusko             | H   | 8 | 5 | 1 | 2 | 14 | 5  | +9  | 16 |
| Švédsko           | B   | 8 | 5 | 0 | 3 | 12 | 6  | +6  | 15 |
| Wales             | E   | 8 | 4 | 3 | 1 | 14 | 9  | +5  | 15 |
| Turecko           | G   | 8 | 4 | 3 | 1 | 18 | 16 | +2  | 15 |
| Polsko            | I   | 8 | 4 | 2 | 2 | 18 | 10 | +8  | 14 |
| Severní Makedonie | J   | 8 | 3 | 3 | 2 | 14 | 11 | +3  | 12 |
| Ukrajina          | D   | 8 | 2 | 6 | 0 | 11 | 8  | +3  | 12 |

## Pořadí týmů v Lize Národů
| Divize | Tým             | Pořadí |
| ------ | --------------- | ------ |
| A      | Francie         | 1      |
| A      | Španělsko       | 2      |
| A      | Itálie          | 3      |
| A      | Belgie          | 4      |
| B      | Wales           | 17     |
| B      | Rakousko        | 18     |
| B      | Česko           | 19     |
| B      | Maďarsko        | 20     |
| C      | Slovinsko       | 33     |
| C      | Černá Hora      | 34     |
| C      | Albánie         | 35     |
| C      | Arménie         | 36     |
| D      | Gibraltar       | 49     |
| D      | Faerské ostrovy | 50     |

## Losovací koše
Los baráže proběhl 26. listopadu 2021 v Curychu. Proti každému týmu z koše 1 byl nalosován tým z koše 2.
| Koš 1                                                                  | Koš 2                                                                                     |
| ---------------------------------------------------------------------- | ----------------------------------------------------------------------------------------- |
| Portugalsko (1) Skotsko (2) Itálie (3) Rusko (4) Švédsko (5) Wales (6) | Turecko (7) Polsko (8) Severní Makedonie (9) Ukrajina (10) Rakousko (NL-18) Česko (NL-19) |

## Zápasy
Semifinále se uskuteční 24. března a finálové zápasy 29. března 2022. Vítězný tým jednotlivých finále postupuje na mistrovství světa ve fotbale 2022.

## Cesta A

### Semifinále
| 24. března 2022 20:45 |        |              |                                                                         |
| Wales                 | 2:1    | Rakousko     | Cardiff City Stadium, Cardiff diváci: 32 053 rozhodčí: Szymon Marciniak |
| Bale 25', 51'         | Report | Sabitzer 65' | Cardiff City Stadium, Cardiff diváci: 32 053 rozhodčí: Szymon Marciniak |

| 1. června 2022 20:45 |        |                                          |                                                               |
| Skotsko              | 1:3    | Ukrajina                                 | Hampden Park, Glasgow diváci: 49 772 rozhodčí: Danny Makkelie |
| McGregor 79'         | Report | Jarmolenko 33' Jaremčuk 49' Dovbyk 90+5' | Hampden Park, Glasgow diváci: 49 772 rozhodčí: Danny Makkelie |

### Finále
| 5. června 2022 18:00 |        |          |                                                                            |
| Wales                | 1:0    | Ukrajina | Cardiff City Stadium, Cardiff diváci: 32 660 rozhodčí: Antonio Mateu Lahoz |
| Jarmolenko 34' (vl.) | Report |          | Cardiff City Stadium, Cardiff diváci: 32 660 rozhodčí: Antonio Mateu Lahoz |

## Cesta B

### Semifinále
|                   |          |        |  |
| Rusko pozastaveno | zrušený  | Polsko |  |
|                   | [Report] |        |  |

| 24. března 2022 20:45 |               |       |                                                                          |
| Švédsko               | 1:0 po prodl. | Česko | Friends Arena, Stockholm (Solna) diváci: 48 628 rozhodčí: Michael Oliver |
| Quaison 110'          | Report        |       | Friends Arena, Stockholm (Solna) diváci: 48 628 rozhodčí: Michael Oliver |

### Finále
| 29. března 2022 20:45                |        |         |                                                                 |
| Polsko                               | 2:0    | Švédsko | Slezský stadion, Chořov diváci: 54 078 rozhodčí: Daniele Orsato |
| Lewandowski 49' (pen.) Zieliński 72' | Report |         | Slezský stadion, Chořov diváci: 54 078 rozhodčí: Daniele Orsato |

## Cesta C

### Semifinále
| 24. března 2022 20:45           |        |            |                                                                  |
| Portugalsko                     | 3:1    | Turecko    | Estádio do Dragão, Porto diváci: 48 010 rozhodčí: Daniel Siebert |
| Otávio 15' Jota 42' Nunes 90+4' | Report | Yılmaz 65' | Estádio do Dragão, Porto diváci: 48 010 rozhodčí: Daniel Siebert |

| 24. března 2022 20:45 |        |                   |                                                                       |
| Itálie                | 0:1    | Severní Makedonie | Stadio Renzo Barbera, Palermo diváci: 34 129 rozhodčí: Clément Turpin |
|                       | Report | Trajkovski 90+2'  | Stadio Renzo Barbera, Palermo diváci: 34 129 rozhodčí: Clément Turpin |

### Finále
| 29. března 2022 20:45 |        |                   |                                                                  |
| Portugalsko           | 2:0    | Severní Makedonie | Estádio do Dragão, Porto diváci: 48 010 rozhodčí: Anthony Taylor |
| Fernandes 32', 65'    | Report |                   | Estádio do Dragão, Porto diváci: 48 010 rozhodčí: Anthony Taylor |